# جيجي سيزار
جيجي سيزار (بالإنجليزية: Gigi Cesarè)‏ هي ممثلة وفنانة تسجيلات أمريكية لاتينية. ولدت في 3 أبريل 2005 في هرشي، الولايات المتحدة. اشتهرت ببطولتها مع جيسي في فيلم ستريت.

## حياة مهنية
بدأت سيزار حياتها المهنية في سن السادسة. اشتهرت بدورها كجيسي في فيلم ستريت ودورها الرائد في دور سارة لاب في المسلسل التلفزيوني "Amish Haunting" الذي تم تصويره في مزرعة الأميش الحقيقية التاريخية مداخن بيضاء [الإنجليزية]. وهي معروفة أيضًا بدورها في دور نينا في فيلم "The Kids From 62F".

## روابط خارجية
- جيجي سيزار على موقع IMDb (الإنجليزية)